# Сафонов, Яков Васильевич
 Я́ков Васи́льевич Сафо́нов (3 ноября [22 октября] 1877, Короча — 27 января [9 февраля] 1918, Киев) — генерал-майор Русской армии (1917), герой Первой мировой войны.

## Биография
Родился в Короче. Православный. Общее образование получил в Короче, в Александровской гимназии.

### Военная служба в Русской армии
В декабре 1894 года добровольно вступил в военную службу рядовым на правах вольноопределяющегося 2-го разряда в 133-й пехотный Симферопольский полк 34-й пехотной дивизии (Екатеринослав) и в следующем году был направлен на учёбу в Одесское пехотное юнкерское училище, по окончании которого (в 1897 году), в звании подпрапорщика, командовал взводом в своём полку.
26 ноября 1897 года был произведён из подпрапорщиков в офицерский чин подпоручика (со старшинством с 01.09.1897), с переводом в 136-й пехотный Таганрогский полк 34-й пехотной дивизии (полк дислоцировался в Елисаветграде). Служил младшим офицером роты. С 1901 года — поручик.
В 1902—1904 годах обучался в Николаевской академии Генерального штаба, которую окончил "по 1-му разряду" (с отличием). С мая 1904 года — штабс-капитан. Был причислен к Генеральному штабу.
В марте-июле 1905 года — помощник старшего адъютанта штаба Одесского военного округа. Участвовал в русско-японской войне (был командирован на театр военных действий).
С 12.07.1905 по 08.02.1908 — старший адъютант штаба 34-й пехотной дивизии; с января 1906 по январь 1907 года отбывал цензовое командование ротой в 136-м пехотном Таганрогском полку.
С 1906 года — капитан Генштаба. В 1908—1909 годах — обер-офицер для особых поручений при штабе 2-го Кавказского армейского корпуса.
С октября 1909 по апрель 1911 года — старший адъютант штаба 8-го армейского корпуса. В апреле-ноябре 1911 года и в феврале-октябре 1912 года — штаб-офицер для поручений при штабе Иркутского военного округа; в 1911—1912 годах — старший адъютант штаба Иркутского военного округа, подполковник Генштаба.
В 1912—1914 годах — заведующий передвижением войск по железнодорожным и водным путям Иркутского района.
С декабря 1912 года — полковник Генштаба (со старшинством с 06.12.1912, затем, см. доп. к ВП 15.08.1916, — с 06.12.1911).
С 24.02.1914 — начальник отделения в Главном управлении Генерального штаба.

#### Участие вПервой мировой войне
С 25 июля 1914 года — штаб-офицер для делопроизводства и поручений управления начальника военных сообщений при Верховном главнокомандующем.
С 15 октября 1915 года — командир 15-го стрелкового Его Величества короля Черногорского Николая I полка 4-й стрелковой дивизии. Полк под его командованием в мае-июне 1916 года отличился в боях под Луцком во время Луцкого прорыва.
С 05.01.1917 по 11.05.1917 — начальник штаба 37-й пехотной дивизии, затем — 19-й пехотной дивизии.
С 30 августа 1917 — начальник штаба 34-го армейского корпуса (после «украинизации» корпуса и его переименования — начальник штаба 1-го Украинского армейского корпуса). По инициативе Сафонова при корпусе в связи с проведением «украинизации» была открыта школа по переподготовке офицеров.
С октября 1917 — генерал-майор Генштаба.
За боевые отличия награждён орденом Св. Владимира 3-й степени (01.04.1915) с мечами (07.01.1917), орденом Св. Георгия 4-й степени (1917) и Георгиевским оружием (1917).

### Военный деятель Украинской народной республики
Генерал Сафонов был автором реализованного в ноябре-декабре 1917 года плана по нейтрализации «большевизированных» воинских частей, наступавших на Киев с юго-запада. За короткое время подразделения Украинского корпуса заняли стратегически важные железнодорожные станции — Винницу, Жмеринку, Казатин, Бердичев, Белую Церковь, Фастов, — и перекрыли путь большевикам на Киев. «Красные» эшелоны перехватывались, разоружались и отправлялись в Советскую Россию в обход Киева. Однако недостаток сил не позволил войскам корпуса эффективно противостоять наступлению на Киев большевистских войск Михаила Муравьёва с востока.
27 января (по новому стилю — 9 февраля) 1918 года, в Киеве, вместе с командиром корпуса генералом Гандзюком, Сафонов  был взят в плен красногвардейцами и, после отказа перейти на службу к большевикам, оба генерала были расстреляны.

## Награды
- Медаль «В память русско-японской войны» (1907)
- Орден Святого Станислава 3-й степени (1908)
- Орден Святого Станислава 2-й степени (ВП 03.08.1911; с 30.06.1911)
- Медаль «В память 100-летия Отечественной войны 1812» (1912)
- Медаль «В память 300-летия царствования дома Романовых» (1913)
- Орден Святой Анны 2-й степени (ВП 06.12.1913)
- Орден Святого Владимира 4-й степени (доп. к ВП 22.10.1914)
- Медаль «За труды по отличному выполнению всеобщей мобилизации 1914» (1915)
- Орден Святого Владимира 3-й степени (ВП 01.04.1915)
- мечи к ордену Святого Владимира 3-й степени (ВП 07.01.1917)
- Орден Святого Георгия 4-й степени (14.02.1917; утв. 21.02.1917, ПАФ 04.03.1917)
— «…за то, что, состоя командиром 15-го стрелкового Его Величества короля Черногорского Николая I полка, в бою 15-го июля 1916 года у д. Кошев, блестяще выполнил возложенную на него задачу, захвативши важный пункт позиции врага — высоту 114,7, лихим искусным ударом разбил австро-германцев, овладевши 5-ю линиями их окопов и захвативши: 85 офицеров, 1559 нижних чинов, 9 орудий, 12 пулемётов, много бомбомётов и миномётов».
- Георгиевское оружие (14.02.1917; утв. 26.02.1917, ПАФ 04.03.1917)
— «…за то, что, будучи командиром 15-го стрелкового Его Величества короля Черногорского Николая I полка, в бою 23-го мая 1916 года при штурме сильно укреплённой позиции противника в районе Олыка, командуя правой колонной и, получив приказание взять первую полосу позиции, лично во главе своего полка двинулся под ураганным артиллерийским и ружейным огнём противника, захватил позицию, взяв при этом 12 орудий, 9 пулемётов и бомбомётов, 60 офицеров и 2000 нижних чинов».

## Характеристики личности
Гетман Скоропадский (в 1917 году — командир 34-го армейского корпуса) вспоминал о нём: 

…полковник, впоследствии генерал, Сафонов очень симпатичный, толстый добряк. Его большинство офицеров в штабе очень полюбили. В нём был только один крупный недостаток: он легко при мало-мальски сложной обстановке терялся… мне кажется, что бедный Сафонов погиб из-за этого недостатка. Он всегда слепо исполнял все мои распоряжения, и мне очень было жалко, сдавая корпус, расставаться с таким честным, добросовестным работником.

По словам украинского военного деятеля Михаила Середы, 

…генерал Сафонов, офицер с хорошим боевым стажем, организаторскими и административными способностями, человек необычайной энергии, был правой рукой Скоропадского в деле украинизации корпуса… отважной работой и смертью мученика он получил святое право быть занесенным на страницы нашей освободительной истории.